# 特里坦泰赫梅斯

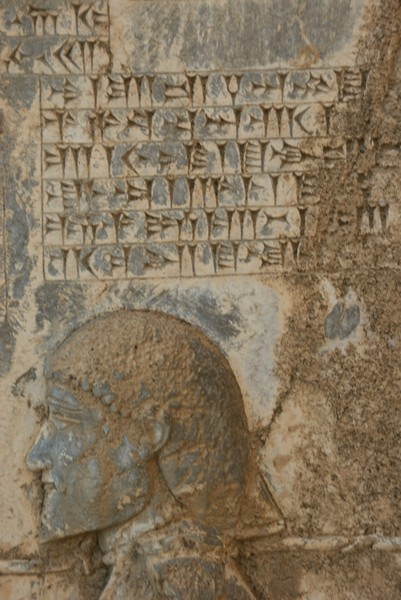
贝希斯敦铭文上有关特里坦泰赫梅斯浮雕。上面的铭文写到：这是特里坦泰赫梅斯。他撒谎说“我是萨格旬人的王，出身于基亚克萨雷斯的家族。”

特里坦泰赫梅斯（羅馬化：Ciçantakhma）是萨格旬人的国王，统治阿尔贝拉地区（公元前521年）。他自称是米底王国的国王基亚克萨雷斯的后裔。他被波斯帝国国王大流士一世诛杀。

## 其他相关
- 斯昆卡